# Élisabeth Badinter
Pour les articles homonymes, voir Badinter, Bleustein et Blanchet.
Élisabeth Badinter /e.li.za.bɛt ba.dɛ̃.tɛʁ/, née Bleustein-Blanchet, le 5 mars 1944 à Boulogne-Billancourt (Hauts-de-Seine) en France, est une femme de lettres, philosophe, féministe, femme d'affaires française et spécialiste du siècle des Lumières.
En 1978, elle devient maître de conférences à l'École polytechnique, où elle dirige un séminaire en Humanités et Sciences sociales. En parallèle de son poste d'enseignante, elle mène des recherches sur les notions de féminité, de virilité, ainsi que leurs constructions sociale et historique. En 1992, elle publie XY, De l'identité masculine, ouvrage bien accueilli par la critique. Elle y fait la synthèse de ses recherches, elle se penche sur la fluidité des comportements sexuels masculins à travers l'histoire européenne et américaine.
Dans les années 1980, dans la continuité de ses travaux de recherche sur le rôle des femmes dans la société et sur la maternité, elle devient progressivement une figure du féminisme en France. Elle publie un essai, L'Amour en plus, dans lequel elle conteste l'existence de l'instinct maternel naturel. Opposée à la théorie de la complémentarité des sexes, qui fait de l’opposition entre hommes/femmes l’essence même de leurs relations, elle défend l'égalité et la ressemblance entre les sexes.
En 1989, après l'affaire du foulard de Creil, elle s'engage pour la défense de la laïcité. Elle publie, avec Régis Debray, Alain Finkielkraut, Élisabeth de Fontenay et Catherine Kintzler, un manifeste - « Profs, ne capitulons pas ! » - dans lequel elle redoute « le Munich de l’école républicaine » et fustige la lâcheté de la classe politique. En 2007, à la suite du procès contre Charlie Hebdo pour avoir publié des caricatures de Mahomet, elle prend la défense du journal satirique. Elle réfute la définition commune de l'islamophobie, qui confond la critique de la religion avec ceux qui la pratiquent, qu'elle considère comme une arme contre la laïcité.
Elle se qualifie de « fille de Simone de Beauvoir », qu'elle rencontre à plusieurs reprises et dont elle admire le travail, même si elle n'est pas toujours d'accord avec ses positions. Elle défend la vision d'un « féminisme universaliste laïque, et conquérant », elle refuse et combat le différentialisme, qui est une atteinte à l'égalité des sexes. Se revendiquant femme de gauche, elle se prononce en faveur du mariage pour tous, de la PMA et de la GPA. Elle défend le droit à l'avortement, en ce qu'il est « un pas immense vers la fin d'une aliénation ».

## Biographie

### Naissance et famille
Née à Boulogne-Billancourt le 5 mars 1944, Élisabeth Badinter est la fille de Marcel Bleustein-Blanchet (1906-1996), publicitaire et fondateur du groupe Publicis, et de Sophie Vaillant (1916-1999), professeure d'anglais et petite-fille d'Édouard Vaillant.
Elle a deux sœurs : la première, Marie-Françoise (1940-1968), épouse du poète Michel Rachline (1933-2012) avant son divorce en 1964. Elle est la mère de Sophie Dulac ; elle meurt d'un accident de voiture en 1968. La deuxième, Michèle (1946-2013), est l'épouse de l'écrivain Paul Belaiche-Daninos.
La famille Bleustein est d'origine juive russe. Le père d'Élisabeth fonde avec son frère Georges en 1926 la société publicitaire Publicis. La mère de la philosophe, Sophie Vaillant, est issue de la bourgeoisie catholique et s'est convertie au judaïsme à son mariage.

### Formation et activité professionnelle
D'abord élève à l'École alsacienne, Élisabeth Badinter passe ensuite une année à l'université Columbia avec un stage au New York Times, puis étudie la philosophie à la Sorbonne, où elle suit les enseignements de Catherine Clément.
Elle passe le CAPES entre 1966 et 1970, puis est agrégée de philosophie.
Nommée professeure en 1973 au lycée Guillaume-Budé de Limeil-Brévannes, elle est ensuite conférencière à l'École polytechnique à partir de 1978, pendant 28 ans.
En 1980, elle entame une carrière de femme de lettres. Ses essais sur le siècle des Lumières et ses biographies littéraires paraissent chez Flammarion, Odile Jacob, Hachette. Figure médiatique, elle se prête volontiers au débat.

#### Publicis Groupe
À la mort de son père en 1996, Élisabeth Badinter occupe le poste de présidente du conseil de surveillance de Publicis. Elle cède la place en 2017 à Maurice Lévy et devient vice-présidente du conseil de surveillance du groupe, ainsi que présidente du comité de nomination et membre du comité des risques et stratégies,.
Élisabeth Badinter est actionnaire de référence de la société : elle détient 6,74 % du capital et 12,36 % des droits de vote ; son fils, Simon Badinter, est également administrateur du groupe. En 2020, elle cède la nue-propriété d'une partie de ses actions (4,62 %) à ses enfants, mais en garde l'usufruit ; elle détient donc 2,48 % en pleine propriété.

#### Autres fonctions
Elle est membre du comité de parrainage de la Coordination française pour la décennie de la culture de paix et de non-violence. Elle est membre du conseil scientifique de la Bibliothèque nationale de France en qualité de personnalité qualifiée, en 1998 et 2002.

### Vie privée
Élisabeth Badinter est la tante de la productrice Sophie Dulac, née Rachline en 1957, fondatrice de la société Dulac Distribution.
Elle épouse en 1966 Robert Badinter (1928-2024) de seize ans son aîné, qui est alors l'avocat de son père et avec qui elle a trois enfants : Judith (1966), Simon (1968) et Benjamin (1970),.
En 2021, la fortune d'Élisabeth Badinter s'élève à 922 millions d'euros.

## Positions philosophiques

### Féminisme
Élisabeth Badinter théorise la notion de « ressemblance » des sexes. Selon elle, c'est « une telle innovation qu'on peut légitimement l'envisager en termes de mutation ».
Lors du débat, sous le gouvernement Jospin, sur la parité en politique, elle s'oppose à la loi du 6 juin 2000 sur l'égal accès des femmes aux mandats électoraux qui, selon elle, considère que les femmes sont incapables d'arriver au pouvoir par elles-mêmes.
Son essai Fausse Route, publié en 2003, fustige la misandrie et la « posture victimaire » des féministes françaises contemporaines. Élisabeth Badinter continue de se réclamer du féminisme, arguant que la vocation du féminisme n'est pas de conduire à une guerre des sexes visant à une revanche contre les hommes. Dans cet ouvrage, elle dénonce les enquêtes statistiques sur la violence conjugale où on n'interroge que les femmes et où on amalgame le subjectif et l'objectif, les pressions psychologiques et les agressions physiques, ce qui a pour effet d'établir une hiérarchie morale entre les sexes : « À vouloir ignorer systématiquement la violence et le pouvoir des femmes, à les proclamer constamment opprimées, donc innocentes, on trace en creux le portrait d'une humanité coupée en deux peu conforme à la vérité. D'un côté, les victimes de l'oppression masculine, de l'autre, les bourreaux tout-puissants ».
Pour Élisabeth Badinter, le combat féministe doit se concentrer sur les populations immigrées ou maghrébines, car « depuis longtemps, dans la société française de souche, que ce soit le judaïsme ou le catholicisme, on ne peut pas dire qu’il y ait une oppression des femmes ».
Elle est favorable au mariage homosexuel, à la PMA à destination des couples lesbiens et des femmes célibataires, et à une GPA « éthique ». Elle est également opposée à l'abolition de la prostitution.
En septembre 2021, elle cosigne dans L'Express une lettre ouverte dénonçant une « emprise idéologique sur le corps des enfants » mineurs transgenres, publication initiée par Céline Masson et Caroline Eliacheff et d'autres intellectuels,.
En avril 2023, elle cosigne avec Jean-François Mattei et d'autres intellectuels une tribune publiée dans le magazine Le Point pour dénoncer les dérives du Mouvement français pour le planning familial, accusé d'être un refuge de militants transactivistes et demander l'interdiction des formations sur l'éducation à la sexualité dispensées auprès des écoliers et des lycéens par cette association ainsi qu'un contrôle de son financement public,.

### Maternité
Élisabeth Badinter publie son premier livre, L'Amour en plus, en 1980, dans lequel elle met en cause l'idée que l'amour maternel est quelque chose d'exclusivement naturel : il est également l'effet d'un contexte culturel qui participe à la production de celui-ci. Bien que rétive à l'engagement collectif dans des groupes féministes, se tenant par exemple à l'écart, dans les années 1960 et 1970, du mouvement de libération des femmes (MLF), elle se fait ainsi un nom dans le milieu militant.
Après la parution de L'Amour en plus, elle anime à l'École polytechnique, à Palaiseau, un séminaire en Humanités et Sciences sociales, autour de la virilité et de sa redéfinition dans le contexte de relative transition des idées féministes de ces années-là. Ces travaux participent au projet du livre XY, De l’identité masculine, synthèse dans laquelle elle étudie les notions de féminité, de virilité, ainsi que leurs constructions sociale et historique.

### Laïcité
La philosophe se prononce en faveur d'une « laïcité sans adjectif », en opposition à ceux qui prônent une « laïcité inclusive » ou une « laïcité positive ». Se revendiquant féministe, elle s'oppose fermement au port du voile qui, pour elle, est un symbole d'oppression ; elle fustige le concept de féminisme islamique qu'elle qualifie de « contradiction dans les termes ».
En septembre 1989 éclate l'affaire du foulard de Creil. Devant la volonté de Lionel Jospin d'accueillir les jeunes filles voilées dans l'école publique, elle prend position contre cette décision ; elle publie le 2 novembre 1989, dans L'Obs (avec Régis Debray, Alain Finkielkraut, Élisabeth de Fontenay et Catherine Kintzler), un manifeste considéré comme fondateur : « Profs, ne capitulons pas ! ». Dans cette tribune, la philosophe, avec les autres signataires, dit craindre « le Munich de l’école républicaine » et fustige le communautarisme de Lionel Jospin : « En autorisant de facto le foulard islamique, symbole de la soumission féminine, vous donnez un blanc-seing aux pères et aux frères, c’est-à-dire au patriarcat le plus dur de la planète ».
Le 7 février 2007 s'ouvre le procès contre Charlie Hebdo, intenté par des organisations musulmanes en raison de la publication de caricatures de Mahomet. Avec Nicolas Sarkozy, François Hollande, Abdelwahab Meddeb, elle est invitée à témoigner devant le tribunal correctionnel de Paris où elle prend la défense du journal satirique ; elle déclare : « Si Charlie Hebdo est condamné, c'est le silence qui s'abattra sur nous […], parce qu'on aura peur ».
Le 9 septembre 2009, Elisabeth Badinter est auditionnée à l'Assemblée nationale, dans le cadre d'une mission d’information sur la pratique du port du voile intégral, qui débouche sur la loi interdisant la burqa. Elle est favorable à l'interdiction du voile intégral ; elle affirme dans son préambule que « le port du voile intégral piétine littéralement les principes de liberté, d’égalité et de fraternité ». Elle voit dans la multiplication des femmes portant la burqa le résultat du laxisme de la classe politique lors de l'affaire du foulard de Creil ; elle fait le constat : « si nous avions dit alors fermement à trois jeunes filles manipulées par des intégristes « nous n’accepterons jamais ça », tout se serait arrêté. (…) Mais, parce que nous avons été tétanisés à l’idée que nous risquions d’être intolérants, nous avons alors toléré l’intolérable ». Elle confie le choc ressenti la première fois qu'elle a vu ces « femmes fantômes d’Afghanistan », dont elle dit : « Je n’aurais pas été plus choquée si j’avais vu des hommes promener leur femme en laisse ».
En 2013, dans l'affaire de la crèche Baby Loup, elle estime nécessaire de défendre la laïcité et incite le gouvernement à voter « une loi interdisant le port de signes religieux ostentatoires dans le secteur de la petite enfance, comme c’est le cas à l’école ». Selon elle, le port du voile est un « étendard politique et communautaire ».
Selon Élisabeth Badinter, le combat féministe doit aujourd'hui se concentrer essentiellement sur les populations immigrées ou maghrébines, car « depuis longtemps, dans la société française de souche, que ce soit le judaïsme ou le catholicisme, on ne peut pas dire qu’il y ait une oppression des femmes ».
En 2013, elle signe la pétition du CRIF contre une résolution du Conseil de l'Europe assimilant la circoncision des mineurs à une atteinte à l'intégrité physique.
Le 6 janvier 2016, elle déclare sur France Inter : « Il ne faut pas avoir peur de se faire traiter d'islamophobe », un terme qui, selon elle, est utilisé pour faire taire ceux qui apportent un regard critique sur l'islam. Bien qu'elle réfute la définition commune de l'islamophobie, qui confond la critique de la religion avec ceux qui la pratiquent, elle précise que « Évidemment il faut combattre au maximum, le racisme, l'antisémitisme et le racisme anti-musulman » mais qu'elle veut pouvoir « parler des religions, de toutes les religions ! ».
La même année, elle appelle à boycotter les marques occidentales développant des habits islamiques. Elle apporte également son soutien à Nadia Remadna, militante associative française, fondatrice de La brigade des mères et essayiste du livre Comment j'ai sauvé mes enfants. Elle considère « Nadia Remadna, au même titre qu'un nombre croissant d'intellectuels arabo-musulmans qui prennent la parole avec courage, […] les représentants actuels des Lumières ».

## Critiques

### Fonctions chez Publicis
Son rôle chez Publicis lui vaut des critiques concernant les « représentations sexistes de la femme » dans le domaine publicitaire,,. Le fait que Publicis soit chargé de la communication de l'Arabie saoudite lui vaut également des accusations d'« hypocrisie » et de « troublant mélange des genres »,. À ces critiques, elle répond : « comme présidente du conseil, je n'ai pas le droit d'intervenir sur le contenu du groupe. Si c'est indigne, je le dis ». Le journaliste Laurent Mauduit estime quant à lui qu'en tant qu'« actionnaire de référence », elle « peut faire au sein du groupe la pluie et le beau temps » et qu'« elle mène campagne contre l’islamisme politique mais arrondit son immense fortune avec le pays qui en est le berceau ».

### Féminisme
Lors de la parution de Qu'est-ce qu'une femme ?, Le Monde (17 mars 1989) résume sa position : « Élisabeth Badinter pense que l'humanisme rationaliste, l'accent mis sur la ressemblance entre les hommes et les femmes, sont historiquement porteurs du progrès de la condition féminine, alors que toutes les pensées de la différence sont potentiellement porteuses de discrimination et d'inégalité. » Toutefois, ce rejet du différentialisme s'accompagne d'une prise de distance avec le « constructivisme à tous crins, qui aboutirait à une déconstruction des genres et des sexes », selon Catherine Rodgers. Dans une lecture critique de XY, De l’identité masculine, Guy Bouchard souligne des contradictions dans le discours de Badinter sur le débat entre constructivistes et différentialistes, dans la quête d'un homme androgyne. Il dénonce la vision, selon lui à la limite de la misandrie, et insuffisamment développée, d'un « homme mou […] favorable à l'égalité de l'homme et de la femme », mais à qui il faut imposer cette égalité alors même qu'elle l'atteindrait dans la construction de sa masculinité.
L'essai Fausse Route ainsi que divers écrits critiques sur les lois de parité politique ou le traitement des crimes et délits sexuels, suscitent une vive polémique, et de nombreuses féministes lui contestent désormais l'épithète de « féministe »[source insuffisante].
Un féminisme concentré sur les populations immigrée et maghrébine est critiqué par Thomas Lancelot, cofondateur avec Clémentine Autain de Mix-Cité, ou par la militante féministe Christine Delphy pour qui ce discours conduit à la fois à légitimer le racisme et à négliger le sexisme existant dans la population non immigrée.

#### Laïcité
Ses positions sur les vêtements musulmans valent à Élisabeth Badinter une nomination à la cérémonie satirique des Y'a bon Awards.

## Œuvres

### Ouvrages
- L'Amour en plus : histoire de l'amour maternel (XVIIe – XXe siècle), Paris, Flammarion, 1980 (ISBN 2-253-02944-0)
- Émilie, Émilie : L'Ambition féminine au XVIIIe siècle, Paris, Flammarion, 1983 (ISBN 2-08-210089-8)
- Les Remontrances de Malesherbes (1771-1775), Paris, Flammarion, 1985 (ISBN 2-264-00938-1)
- L'Un est l'autre: des relations entre hommes et femmes, Paris, Editions Odile Jacob, 1986 (ISBN 2-7381-1364-8)
- XY, de l'identité masculine, Paris, Hachette, 1992 (ISBN 2-253-09783-7)
- Les Passions intellectuelles, Paris, Flammarion

1. Désirs de gloire (1735-1751), 1999
2. L'Exigence de dignité (1751-1762), 2002
3. Volonté de pouvoir (1762-1778), 2007

- Fausse Route, Paris, Hachette, 2003 (ISBN 978-2-7381-1265-1)
- Madame du Châtelet, Madame d'Épinay, Paris, Flammarion, 2006 (ISBN 2-08-210563-6)
- Je meurs d'amour pour toi, Paris, Tallandier, 2008 (ISBN 978-2-8473-4508-7)
- L'Infant de Parme, Paris, Fayard, 2008 (ISBN 978-2-213-63699-3)
- Le Conflit, la femme et la mère, Paris, Flammarion, 2010 (ISBN 978-2-2531-5755-7)
- Le Pouvoir au féminin, Paris, Flammarion, 2016 (ISBN 2-081-37772-1)
- Les Conflits d'une mère : Marie-Thérèse d'Autriche et ses enfants, Paris, Flammarion, 2020 (ISBN 978-2-0815-1807-0)
- Messieurs, encore un effort..., Flammarion-Plon, 2024 (ISBN 978-2-0804-4775-3)

### Contributions à des ouvrages collectifs
- avec Robert Badinter, Condorcet. Un intellectuel en politique, 1988
- Thomas, Diderot, Madame d'Épinay : Qu'est-ce qu'une femme ?, débat préfacé par Élisabeth Badinter, 1989
- Condorcet, Prudhomme, Guyomar : Paroles d'hommes (1790-1793), présentées par Élisabeth Badinter, 1989
- Simone de Beauvoir, Marguerite Yourcenar, Nathalie Sarraute, 2002. Conférence d'Élisabeth Badinter, Jacques Lassalle et Lucette Finas,  (ISBN 2-7177-2220-3)

### Préfaces
- Les Goncourt : « Romanciers et historiens des femmes », préface de « La Femme au XVIIe siècle d'Edmond et Jules de Goncourt », 1981
- Cahiers Suzanne Lilar : Actes du colloque de Bruxelles, Paris, Gallimard, 1986, 239 p. (ISBN 2-07-070632-X), p. 15-26
- Correspondance inédite de Condorcet et Madame Suard (1771-1791), 1988
- Madame d'Épinay, Histoire de Madame de Montbrillant ou les Contreconfessions, préface d'Élisabeth Badinter, 1989
- Pierre-Antoine Donnet (préf. Élisabeth Badinter), Tibet mort ou vif, 1990
- Madame du Châtelet, Discours sur le bonheur, préface 1997
- Florence Bergeaud-Blackler (dir.), Pascal Hubert (dir.), Georges Dallemagne, Nadia Geerts, Fadila Maaroufi, Karan Mersch, Céline Pina et Marcel Sel (préf. Élisabeth Badinter), Cachez cet islamisme : Voile et laïcité à l’épreuve de la cancel culture, La Boîte à Pandore, coll. « Essais », mai 2021, 239 p. (ISBN 978-2-8755-7487-9)

### Tribune
- « Profs, ne capitulons pas ! », L'Obs, 2 november 1989 - (lire en ligne)
- « La charge d'Elisabeth Badinter contre le "néoféminisme guerrier" », Le JDD, 5 septembre 2020 - (lire en ligne)
- Lettre ouverte au ministre de la Santé : « La CAF doit cesser de promouvoir l’idéologie trans ! », Le Figaro, 16 février 2023[42].
- Planning familial : nos impôts, leur intox Le Point 16 Avril 2023[43]

## Distinctions et hommages

### Distinctions
- Commandeure de l'ordre du Mérite culturel (2011)[44] de la principauté de Monaco
- Commandeure de l'ordre des Arts et des Lettres (2007)[45]
- Docteure honoris causa de l'Université de Liège (2004)
- Docteure honoris causa de l'Université libre de Bruxelles (2013)

### Prix
- 1979 : prix Albéric-Rocheron de l'Académie française pour Les Remontrances de Malesherbes[46] ;
- 2008 : prix Eugène-Colas de l'Académie française pour Les Passions intellectuelles[46].
- 2024 : grand prix pour l'œuvre de la Société des gens de lettres[47]

### Hommages

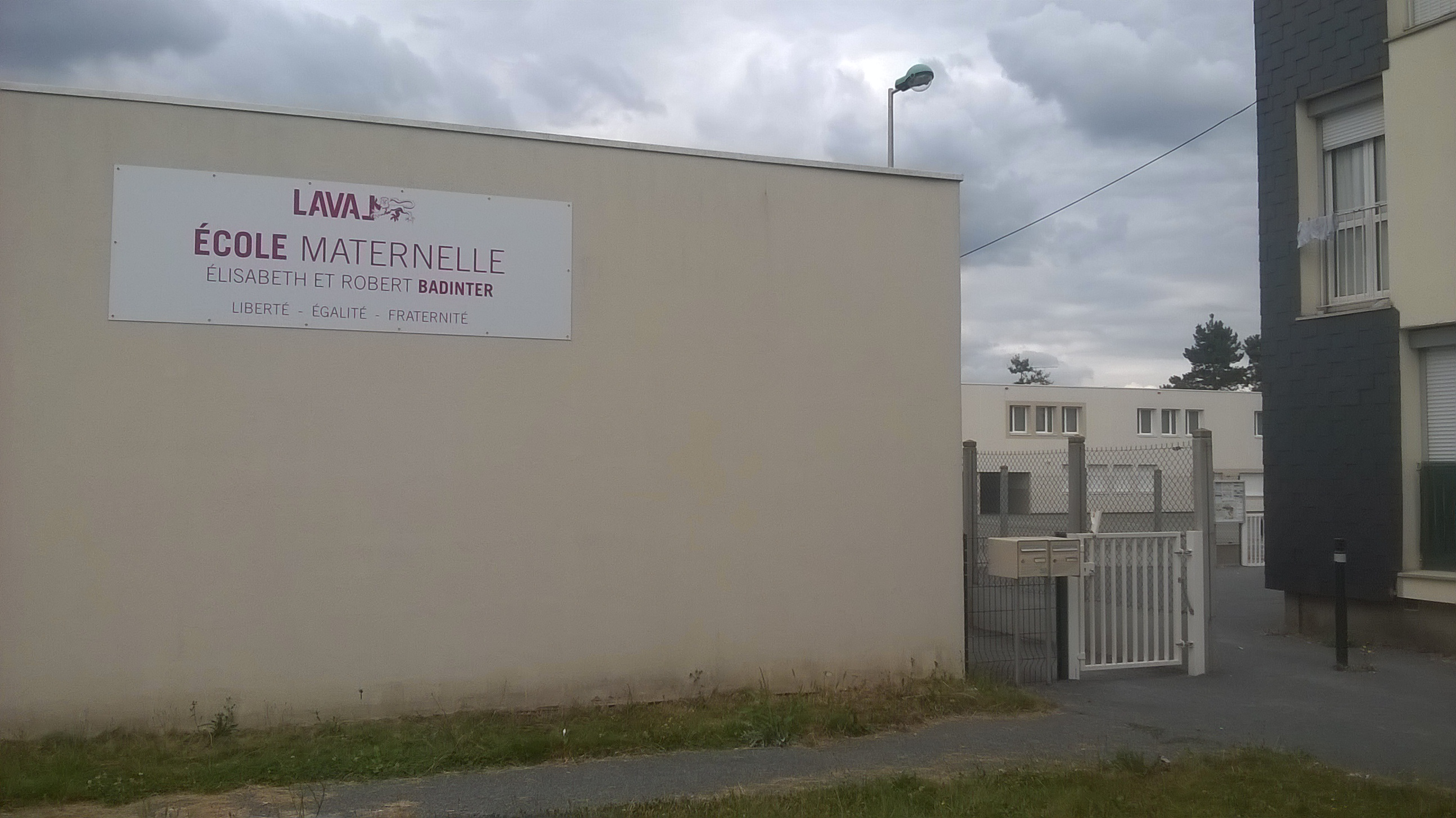
École maternelle Élisabeth et Robert Badinter à Laval (Mayenne)

Une école d'Asnières-sur-Seine (Hauts-de-Seine) et le collège de Quint-Fonsegrives (Haute-Garonne) portent son nom.
Le collège de La Couronne (Charente) est nommé en son honneur ainsi que celui de son mari, tout comme des écoles situées à Laval (Mayenne), à Tomblaine (Meurthe-et-Moselle) et Ballon-Saint-Mars.

## Sources

### Filmographie
- Le 23 octobre 2009, dans le cadre de la collection Empreintes, France 5 diffuse Élisabeth Badinter, à contre-courant, un documentaire réalisé par Olivier Peyon.